# کلاودینری
کلاودینری یک شرکت فناوری ساس است که دفتر مرکزی آن در 
سانتا کلارا، کالیفرنیا قرار دارد و دفاتری در اسرائیل، انگلستان، لهستان، و سنگاپور دارد. این شرکت خدمات مدیریت تصاویر و ویدئوهای مبتنی بر ابر را ارائه می‌دهد. این امکان را به کاربران می‌دهد تا تصاویر و ویدئوها را برای وب‌سایت‌ها و برنامه‌ها بارگذاری، ذخیره، مدیریت، دستکاری، و تحویل دهند.

## History
کلاودینری در سال ۲۰۱۱ در اسرائیل توسط ایتای لاهان (مدیرعامل)، تال لوئی-آمی (مدیر فناوری) و ناداو سوفرمن (مدیر تولید) تأسیس شد. کلاودینری به صورت طبیعی رشد کرد و یک سرویس سودآور ساس را بدون سرمایه‌گذاری از سرمایه‌گذاران ونچر ایجاد کرد. در سال ۲۰۱۵، این شرکت سرمایه‌گذاری استراتژیک از طرف Bessemer Venture Partners (BVP)
دریافت کرد که صدمین سرمایه‌گذاری بی وی پی در شرکت‌های ابری بود،
در سال ۲۰۱۴، کلاودینری افزونه‌های پردازش تصویر کاملاً یکپارچه را با استفاده از فناوری‌های
Imagga ,URL2PNG, Aspose, WebPurify و بقیهٔ فناوری‌ها معرفی کرد
در سال ۲۰۱۵، کلاودینری دفتر مرکزی خود را در پالو آلتو، کالیفرنیا، ایالات متحده تأسیس کرد و مدیریت ویدئو را به خدمات خود اضافه کرد. در سال ۲۰۱۹، این شرکت به سانتا کلارا، کالیفرنیا، انتقال یافت و ابزارهایی برای تولید نقطه توقف پاسخگو راه‌اندازی کرد. کلاودینری در میانForbes' The Cloud 100 Rising Stars 2019 قرار گرفت.
در تاریخ ۷ آوریل ۲۰۲۰، کلاودینری افزونه به‌روزشده وردپرس خود را برای پردازش سریع تصویر و ویدئو معرفی کرد و به عنوان یک شریک پلتفرمVIP وردپرس معرفی شد که یک گروه انتخابی از شرکایی است که برای پایداری، حفاظت، سهولت استفاده و اندازه ارزیابی می‌شوند.
کلاودینری همچنین دارای کتابخانه کلاودینری ری اکت اس دی کی است که راه مناسب برای یکپارچه سازی مدیریت مدیا به اپلیکیشن ری اکت است.
کلاودینری همچنین دارای قابلیت‌های مدیریت رسانه‌های کلاودینری در برنامه‌های React این کتابخانه مجموعه‌ای از اجزا و هوک‌ها را ارائه می‌دهد که به توسعه‌دهندگان امکان بارگذاری، دستکاری و نمایش تصاویر و ویدئوها از
کلاودینری در برنامه‌های ری اکت خود را می‌دهد.
با استفاده از ای پی آی در چهارچوب نکست جی اس ری اکت تصویر را به کلاودنیری ذخیره کنید و یو آر ال‌های تصویر را در دیتا بیس مونگو دی بی ذخیره کنید.

## References
1. ↑  "Cloudinary Features Overview". cloudinary.com.
2. ↑  Delgado, Rick (5 September 2015). "4 Interesting Business Ideas Utilizing the Cloud". Tech.co. Tech Cocktail.
3. ↑  Pozin, Ilya (16 September 2015). "24 Israeli Companies You Should Watch For". Forbes.
4. ↑  "Bootstrapping a SaaS for Developers with Itai Lahan". softwareengineeringdaily.com. Software engineering daily. 30 March 2016.
5. ↑  "Cloudinary Raises Funding from Bessemer Venture Partners". www.finsmes.com. FINSMES. 20 December 2015.
6. ↑  Fisher, Adam (16 December 2015). "20 Years of Betting Big on the Cloud: Cloudinary is Bessemer's 100th Cloud Investment". www.bvp.com. Bessemer Venture Partners. Archived from the original on 16 August 2016. Retrieved 13 July 2016.
7. ↑  "Cloudinary Expands One-Stop Shop for Cloud-Based Image Management; Announces New Image Processing Add-Ons". www.businesswire.com. Business Wire. 5 March 2014.
8. ↑  Dove, Jackie (5 May 2015). "Cloudinary adds video to its roster of services". thenextweb.com. The Next Web.
9. ↑  Soferman, Nadav (26 January 2016). "Responsive Image Breakpoints Generator, A New Open Source Tool". www.smashingmagazine.com. Smashing Magazine.
10. ↑  Cai, Kenrick. "The Cloud 100 Rising Stars 2019: Meet The 20 Up-And-Comers in Tech's Hottest Category". Forbes (به انگلیسی). Retrieved 2020-03-26.
11. ↑  "Cloudinary Launches Enhanced WordPress Plugin, Named a WordPress VIP Technology Partner". businesswire. 7 April 2020. Archived from the original on 2020-04-10. Retrieved 24 August 2020.
12. ↑  "Upload Images to Cloudinary With React JS". mridul.tech (به انگلیسی). 5 April 2023.
13. ↑  "Cloudinary Setup In Next.Js: A Step-By-Step". techayu.com (به انگلیسی). 19 Feb 2024.